# Shamier Little
Shamier Little (née le 20 mars 1995 à Louisville) est une athlète américaine, spécialiste du 400 mètres haies, vice-championne du monde en 2015 à Pékin et en 2023 à Budapest.

## Biographie

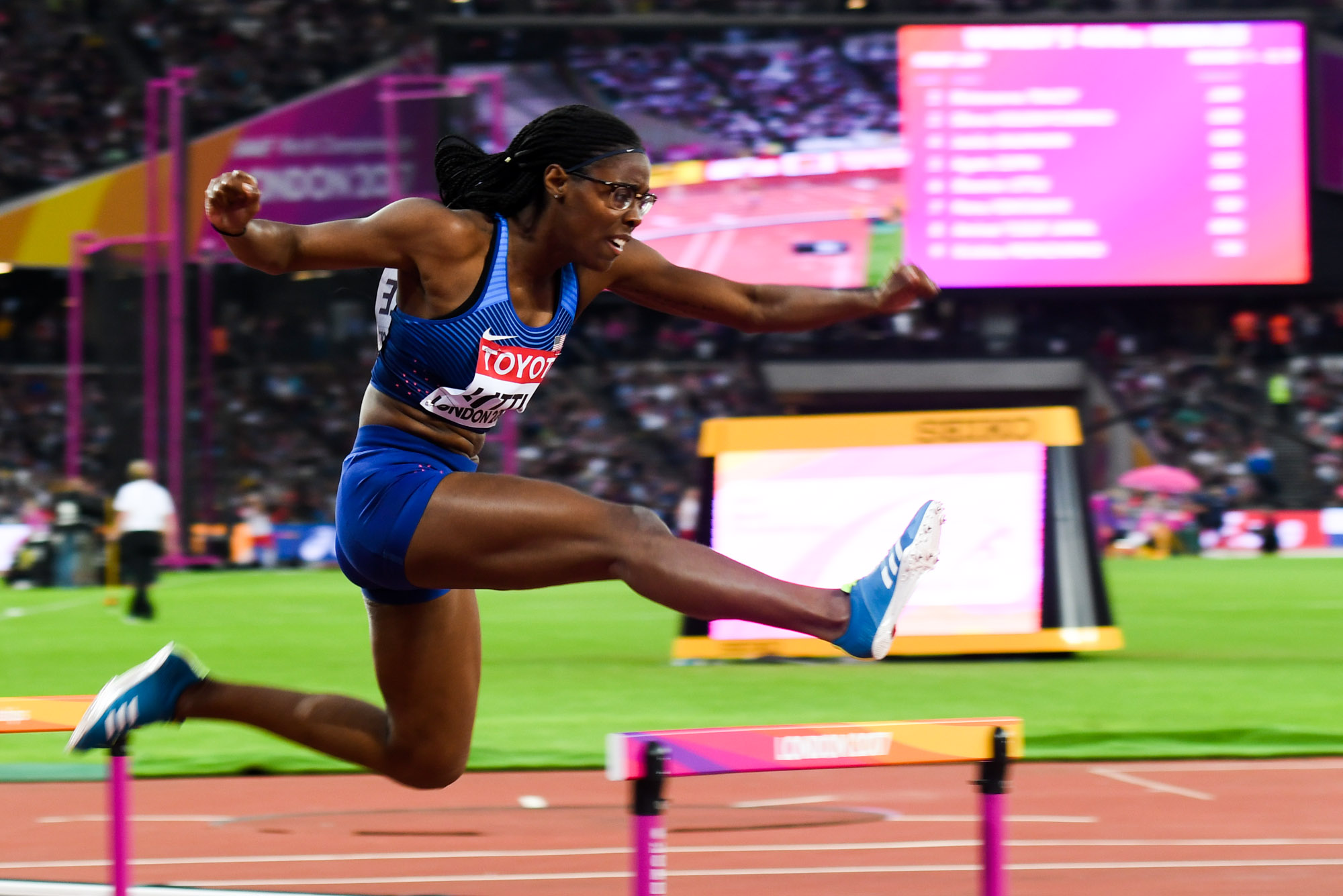
Shamier Little lors des Championnats du monde 2017.

En 2014, Shamier Little s'empare des titres du 400 m haies et du relais 4 × 400 m lors des championnats du monde juniors d'Eugene, aux États-Unis.

### Vice-championne du monde à Pékin (2015)
En juin 2015, elle s'impose lors des championnats NCAA à Eugene, en portant son record personnel à 53 s 74, puis lors des championnats des États-Unis, toujours à Eugene, dans le temps de 53 s 83. Elle participe en juillet 2015 aux Jeux panaméricains de Toronto au Canada, où elle décroche deux médailles d'or sur 400 m haies et sur 4 × 400 m. 
Sélectionnée à l'âge de vingt ans pour les championnats du monde 2015, à Pékin, elle décroche la médaille d'argent du 400 m haies dans le temps de 53 s 94, devancée par la championne du monde en titre tchèque Zuzana Hejnová.
Le 11 juin 2016, Little gagne son troisième titre NCAA consécutif et porte son record personnel sur 400 m haies à 53 s 51. Le 27 mai 2017, au cours du Prefontaine Classic à Eugene, elle établit le temps de 53 s 44, nouveau record personnel.
Le 25 juin 2017, elle devient vice-championne des Etats-Unis en 52 s 75, record personnel, à onze centièmes de Dalilah Muhammad.
Le 12 août 2018, elle remporte les championnats NACAC à Toronto en 53 s 32, nouveau record des championnats.

### Deuxième médaille d'argent mondiale à Budapest (2023)
4e des Mondiaux d'Eugene en 2022, Shamier Little remonte sur un podium mondial à Budapest en août 2023, en s'adjugeant la médaille d'argent derrière la Néerlandaise Femke Bol, détentrice du record d'Europe. Avec le temps de 52 s 80, elle échoue à plus d'une seconde de Bol mais conserve un centième d'avance sur la troisième, la Jamaïcaine Rushell Clayton.
En 2024, elle termine 4e en 52 s 98 du 400 mètres haies des Sélections olympiques américaines. C'est la première fois que quatre hurdleuses finissent en moins de 53 s dans la même course, cependant seules les trois premières sont qualifiées pour les Jeux. Shamier Little est retenue sur le relais 4 × 400 m mixte, où elle décroche la médaille d'argent, et sur le relais 4 × 400 m, où elle devient championne olympique en compagnie de Sydney McLaughlin-Levrone, Gabrielle Thomas et Alexis Holmes dans le temps de 3 min 15 s 27, à 10/100es du record du monde.

## Palmarès

### International
| Date | Compétition                   | Lieu             | Résultat | Épreuve         | Temps         |
| ---- | ----------------------------- | ---------------- | -------- | --------------- | ------------- |
| 2014 | Championnats du monde juniors | Eugene           | 1re      | 400 m haies     | 55 s 66       |
| 2014 | Championnats du monde juniors | Eugene           | 1re      | 4 × 400 m       | 3 min 30 s 42 |
| 2015 | Jeux panaméricains            | Toronto          | 1re      | 400 m haies     | 55 s 50       |
| 2015 | Jeux panaméricains            | Toronto          | 1re      | 4 × 400 m       | 3 min 25 s 68 |
| 2015 | Championnats du monde         | Pékin            | 2e       | 400 m haies     | 53 s 94       |
| 2018 | Championnats NACAC            | Toronto          | 1re      | 400 m haies     | 53 s 32       |
| 2018 | Ligue de diamant              | Ligue de diamant | 2e       | 400 m haies     | 54 s 21       |
| 2018 | Coupe continentale            | Ostrava          | 2e       | 400 m haies     | 53 s 86       |
| 2019 | Ligue de diamant              | Ligue de diamant | 2e       | 400 m haies     | 53 s 86       |
| 2022 | Championnats du monde         | Eugene           | 4e       | 400 m haies     | 53 s 76       |
| 2023 | Championnats du monde         | Budapest         | 2e       | 400 m haies     | 52 s 80       |
| 2023 | Ligue de diamant              | Ligue de diamant | 2e       | 400 m haies     | 53 s 45       |
| 2024 | Jeux olympiques               | Paris            | 2e       | 4 × 400 m mixte | 3 min 7 s 74  |
| 2024 | Jeux olympiques               | Paris            | 1re      | 4 x 400 m       | 3 min 15 s 27 |

### National
- Championnats des États-Unis :
  - vainqueur du 400 m haies en 2015, 2018 et 2023

## Records
| Épreuve     | Temps   | Lieu      | Date            |
| ----------- | ------- | --------- | --------------- |
| 400 m haies | 52 s 39 | Stockholm | 4 juillet 2021  |
| 400 m       | 49 s 68 | Monaco    | 21 juillet 2023 |